# Перекрёсток (шашечный дебют)
Перекресток — один из дебютов в русских шашках. Табия дебюта возникает после ходов 1.cd4 de5 2.bc3 ed6 См. рис.
Основная игра идет после 3.ef4 со связкой. Получившийся рисунок позиции напоминает пересечение дорог, откуда название.
После 3.gh4 и отказа от связывания черных игра переходит на рельсы игры начала Обратный перекресток.
Ответ черных 3… ba5 приводит после игры 4. fe3 cb6, 5. cb2 bc5, 6. db6 ac7 к освобождению от связки черными и новой связке после 7. ed4. Получается Классический перекресток, исследованный ещё в первых шашечных журналах «Шашки» (1900 год), «Шахматное обозрение» (1901 год).
Классический ответ 7… cb6 или ab6 может привести к варианту Игра Мосолова
после продолжения плана игры на удержание связки:
8. gf2 ba7 или bc7 (в зависимости от 7 хода), 9. fe3, см. рисунок слева.
Отказ от классической схемы разыгрывания дебюта приводит к уже хорошо проанализированным вариантам.
Первые исследования дебюта относятся к концу XIX века. Большой вклад в исследование данного начала сделали сильнейшие шашисты того времени: Ф. А. Каулен, П. Н. Бодянский, А. И. Шошин, Н. А. Кукуев, С. А. Воронцов, В. Н. Лисенко, А. А. Савельев.
В советское время, с 20-х годов XX века вслед за ветеранами теории дебютов пришли новые имена: В. А. Соков, И. В. Тимковский, Б. М. Блиндер, З. И. Цирик.
В частности, Соков предложил такое развитие чёрных: 1.c3-d4 d6-e5 2.b2-c3 e7-d6 3.e3-f4 b6-c5 4.d4:b6 c7:a5
Их исследования развили Л. С. Хейф, Л. М. Рамм, В. И. Абаулин, В. Б. Городецкий, В. М. Каплан.
Систематизация знаний о дебюте впервые сделана А. Пелем в труде «Уезды и веси моей шашечной империи» (1912) и позже в книге: Руссо В. Н., Пель А. Н. Шашечный дебют «Перекресток». — М.; Л.: Госиздат, 1930.
Существует также дебют под названием обратный перекрёсток (русские шашки). Это дебют, характеризующийся ходами 1.cd4 de5 2.bc3 ed6 3.gh4 dc5 (или fe7).